# Асатрян, Рубен Саркисович
Рубен Саркисович Асатрян (арм. Ռուբեն Սարգսի Ասատրյան) (25 июля 1950, Ереван, Армянская ССР, СССР) — генеральный директор акционерного общества «Москвич» в 1996—2004, профессор кафедры инженерного бизнеса и менеджмента МГТУ им. Н. Э. Баумана. Академик академии медико-технических наук. Заслуженный машиностроитель РФ.

## Образование
- Окончил Московский автодорожный институт.
- Окончил академию народного хозяйства.

## Трудовая деятельность
- 1974 — работал на Автозаводе им. Ленинского Комсомола (АЗЛК, позднее — АО «Москвич») на различных должностях, включая заместителя главного инженера Кинешемского филиала завода. Затем был директором оборонного предприятия «Базальт» в Армении.
- Был заместителем министра промышленности Армении
- Был главным инженером Минавтопрома РФ
- 1994—1996 — технический директор АО «Москвич».
- В июне 1999 года был избран в состав Наблюдательного совета АО «Москвич».
- Преподает на факультете ИБМ в МГТУ им. Н.Э. Баумана.

## Оценки деятельности
Это человек, не имеющий даже намека на такой «рудимент», как совесть.
Еще во времена Валентина Коломникова он был с позором изгнан с АЗЛК за ИЗБИЕНИЕ РАБОЧЕГО, однако потом, благодаря своему врожденному «дару» демагога и отсутствию вышеназванного «рудимента» смог выплыть, а после смерти Валентина Петровича вернулся на завод, где поднялся сначала до должности технического, а затем и Генерального директора.

Став Генеральным директором, он почувствовал себя Полновластным Хозяином, хозяином не только самого АЗЛК, но и людей, на нем работающих, которых можно не только оскорблять, но и по собственному усмотрению увольнять (или еще проще – рвать пропуск, после чего человека перестают пускать на территорию завода, а услужливые кадровики увольняют его «за прогулы»), и даже применять силу (а Асатрян, надо отметить, бывший боксер). — Дмитрий Георгиевич Дорофеев, инженер-конструктор АЗЛК

 Сразу же после занятия должности директор Асатрян стал бойко распоряжаться на АЗЛК. Первым делом он разогнал конструкторское бюро, в котором работали русские специалисты высокой квалификации. Затем был уволен почти весь руководящий состав завода и цехов, у которого был многолетний опыт управленческой работы, ведь многие из них начинали трудиться на АЗЛК ещё рабочими, а затем, окончив МАДИ, возвращались на родное предприятие. На места уволенных Асатрян сажал своих земляков, которых постепенно в количестве около 1500 вывез из Армении. Эти горе-специалисты, как не трудно догадаться, ничего не смыслили в машиностроении. Русские рабочие рассказывали, что ещё в 1997 году, как только Асатрян стал директором АЗЛК, они не увидели в его поведении уважения к ним. Многим работягам армянин запомнился тем, что бегал по заводу и истерично вопил, обзывая тружеников завода в лучшем случае «русскими тупицами». — Александр Данилин, Максим Сергеев